# Apotekarskink
Apotekarskink (Scincus scincus) är en ödla som hör till familjen skinkar. Den förekommer i sandiga öknar i norra Afrika och på Arabiska halvön och kan förflytta sig i lös sand genom att gräva ner sig och "simma" fram genom sanden. Beteendet kan dels vara ett sätt att undkomma predatorer, dels ett sätt att undvika överhettning. 

## Etymologi
Namnet apotekarskink kommer av att ödlans kött under medeltiden troddes ha medicinska egenskaper och vara verksamt som afrodisiakum. Produkter baserade på skinken uppges inom folkmedicinen hos folk inom dess utbredningsområde ha använts mot olika sjukdomar. Köttet uppges ha ätits av arabiska folk.
Den har även kallats för "vanlig skink".
På grund av dess beteende att gräva ner sig i lös sand och förmåga att förflytta sig genom att simma fram genom sanden kallas den ibland även för "sandfisk" (inte att förväxla med egentliga sandfiskar som är fiskar).

## Kännetecken
Apotekarskinken är på flera sätt anpassad till dess särskilda sätt att förflytta sig genom att simma i lös sand. Kroppen är robust och cylindriskt, huvudet är kilformat, nosen lite skovellik, benen korta men starka med fem på sidorna fransade tår och svansen kort och koniskt avsmalnade så att helheten blir strömlinjeformad för minsta möjliga motstånd när ödlan simmar genom sanden. Fjällen är släta och glatta fjäll för så liten friktion som möjligt. Dess yttre öronöppningar är reducerade, små och  nedåtriktade och täckta av överlappande fjäll för att inte sand skall komma in. Ögonen är små och skyddas av ögonlock som stänger ute sand. Dess näsborrar är också små och utformade för att inte få in sand. Underkäken är lågt ansatt så att nosen och överkäken när käkarna är slutna hindrar sand från att komma in i munnen.
Längden är 15–20 centimeter inklusive svansen. Det finns tre underarter som skiljer sig något åt till utseendet, men generellt är skinken gulaktig till ljust brunaktig med breda gråaktiga band över ryggen.

## Levnadssätt
Apotekarskinken är dagaktiv och förekommer i torra sandiga områden med lös och lättgrävd sand. Även om skinken är känd för att simma i sand rör den sig även uppe på sanden när den känner sig säker från hot. Födan består av insekter.

## Hot
Allmänt finns inga hot mot beståndet. Några exemplar fångas och hölls som terrariedjur och andra individer används i den traditionella medicinen. Hela populationen anses vara stabil. IUCN listar arten som livskraftig (LC).

## Apotekarskink i film
I den tecknade filmen Sahara (2017) förekommer en apotekarskink och framställs som ett roligt djur.